# Callionymus goodladi
Callionymus goodladi là một loài cá biển thuộc chi Callionymus trong họ Cá đàn lia. Loài này được mô tả lần đầu tiên vào năm 1944.

## Phân bố và môi trường sống
C. goodladi có phạm vi phân bố ở Đông Nam Ấn Độ Dương. Loài cá này được tìm thấy ở vùng biển ngoài khơi phía tây bắc nước Úc.

## Mô tả
Mẫu vật lớn nhất của C. goodladi có chiều dài cơ thể được ghi nhận là 22 cm. Toàn cơ thể của chúng có màu trắng nhạt, lốm đốm các chấm nâu dọc vùng lưng và trên vây đuôi. Hai bên lườn có một hàng các đốm đen. Cá đực có hai sợi tia gai ở vây lưng thứ nhất, trong khi cá cái chỉ có một.